# Babeli Giezendanner
Anna Barbara Aemisegger-Giezendanner (* 29. Mai 1831 im Bendel, Kappel; † 18. Oktober 1905 in Hemberg SG) war eine Schweizer Malerin und Vertreterin der Appenzeller und Toggenburger Bauernmalerei. Im Volksmund wurde sie «s’Giezedanners Babeli» genannt und ist deshalb mit ihrer Malerei überwiegend unter dem Namen Babeli Giezendanner bekannt.

## Leben
Anna Barbara Aemisegger-Giezendanner wurde 1831 im Toggenburg als drittes von neun Kindern des Lehrers und Landwirts Joseph Giezendanner und der Anna, geborene Brunner aus Wattwil geboren. 1861 heiratete sie in Kappel den Schuhmachermeister Ulrich Aemisegger. Die Familie wechselte viermal ihren Wohnsitz, 1873 starb ihr Mann bei einem Unfall. Als Witwe mit drei Kindern verdiente sie fortan den Familienunterhalt mit der Handweberei sowie dem Zeichnen und Malen. 1876 verkaufte sie ihre Liegenschaft in Ebnat und liess ihren 13-jährigen Sohn Johannes zurück. Sie ging mit ihren beiden Söhnen Ulrich und Jakob auf Wanderschaft, die während 25 Jahren in viele Haushaltungen der heutigen Gemeinde Ebnat-Kappel führte. Im Herbst 1901 zog sie zu ihrem Bruder Abraham Giezendanner-Künzler, der in Rheineck die Wirtschaft zur Toggenburg führte. Nach drei Jahren wechselte sie ins Hemberger Armenhaus Im Bächli und wohnte dort bis zu ihrem Tod im 74. Lebensjahr.

## Werk

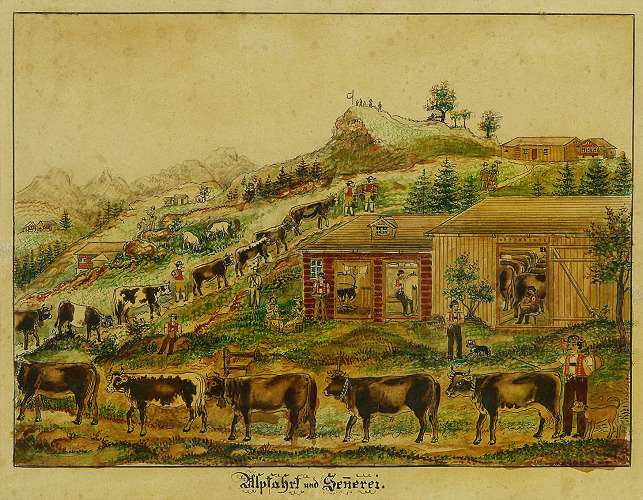
Babeli Giezendanner: Alpfahrt und Sennerei

Babeli Giezendanner lernte das Zeichnen von ihrem Vater, was bedingte, dass sie gute Kenntnisse des perspektivischen Zeichnens besass, die ihr Werk kennzeichnen. Weiters arbeitete sie in Lichtensteig vorübergehend beim Lithographen Johan Georg Schmied. Stilistische Beziehungen zum Werk des Schweizer Bauernmalers Johannes Müller aus Stein sind nachweisbar. Er dürfte einer ihrer Vorbilder gewesen sein.
Das Schaffen der Künstlerin ist vielfältig und umfangreich, das Inventar umfasst rund 100 Werke. Sie umfassen die Darstellung von Häusern und Dörfern, Alpaufzügen und Viehschauen. Sie schuf zahlreiche Bemalungen von Melkeimern sowie Erinnerungsblätter für Geburt, Taufe, Hochzeit und Tod. Für Gedenkalben malte sie nach Auftrag Bilder und dichtete Sinnsprüche. Die Bemalung von Regenschirmen und Zifferblättern von Uhren ist im Volksmund überliefert, jedoch nicht nachweisbar.
Heute sind zahlreiche ihrer Gemälde und Zeichnungen im Toggenburger Museum in Lichtensteig und im Museum Ackerhus in Ebnat-Kappel ausgestellt.

## Werke (Auswahl)
- Sennenstreifen, 1892
- Inneres eines Stalles, undatiert
- Umzug nach der Viehschau in Hemberg, undatiert
- Alpfahrt, undatiert
- Viehschau in Hemberg, undatiert
- Alpfahrt und Sennerei, undatiert